# Gymboree
Gymboree — американская розничноторговая сеть, состоящая из более 900 магазинов детской одежды в США, Канаде и Мексике, также управляет сетью из пятисот собственных и франчайзинговых центров раннего детского развития «Play and Music».
Основана в 1976 году, с 1993 года по 2010 год была публичной компанией, в 2010 году активы целиком выкуплены Bain Capital. Головной офис расположен в Сан-Франциско.

## Детские центры
Собственные центры «Play and Music» расположены по всей территории США, Пуэрто-Рико, Мексике и Канаде, по схеме франчайзинга центры открыты более чем в 36 странах, включая Доминиканскую Республику, Колумбию, Бразилию (Сан-Паулу), Китай (Ханчжоу), Индию (Хайдарабад), Саудовскую Аравию, Азербайджан (Баку, открыт в 2009 году), Россию (Москва, 2012), Казахстан (Астана, 2012, Алматы, 2014,).

## Магазины детской одежды
Сеть магазинов одежды для детей от рождения до двенадцати лет компания открыла в 1986 году. По состоянию на 2010 год в сети действовали около 900 розничных магазинов, из них более 600 под как магазины Gymboree, более 100 — Gymboree Outlet, под маркой Janie and Jack — 100 с небольшим магазинов, Crazy 8 — около 200 магазинов.